# Ödön Lendvay
Ödön Lendvay (Budapest, 24 gennaio 1943 – Budapest, 26 ottobre 1990) è stato un cestista ungherese.

## Carriera
Con l'Ungheria ha disputato i Giochi olimpici di Tokyo 1964 e tre edizioni dei Campionati europei (1965, 1967, 1969).